# Charly Doll
Pour les articles homonymes, voir Doll.
Karl-Heinz Doll dit Charly Doll, né le 9 janvier 1954 à Bühlertal, est un chef cuisinier et un coureur de fond allemand spécialisé en course en montagne et ultra-marathon. Il a remporté la médaille de bronze lors du Trophée mondial de course en montagne 1986 et a remporté trois titres nationaux en course en montagne et en 100 kilomètres.

## Biographie
Charly effectue son apprentissage de cuisinier à Baden-Baden au début des années 1970. Il décroche ensuite le poste de sous-chef à l'hôtel Weißes Rössle (de) à Hinterzarten.
À l'âge de 24 ans, il se voit lancer un défi à la suite d'un pari. Il doit effectuer la course longue distance de ski de fond Schonach-Hinterzarten longue de 60 km. Il parvient à l'arrivée très épuisé. Piqué au jeu, il décide de s'entraîner pour s'améliorer et s'essaie à de nombreuses disciplines dont le triathlon, le cyclisme sur route et la course de fond.
Il passe sa maîtrise en 1979 et effectue plusieurs stages dans des restaurants étoilés, à L'Auberge du Pont de Collonges et au château de Hugenpoet notamment. Il devient ensuite chef au Weißes Rössle.
En 1985, il s'investit plus activement dans sa carrière sportive. Il remporte sa première course de montagne dans son lieu de naissance. L'année suivante, il remporte la médaille d'argent aux championnats d'Allemagne de course en montagne. Il est sélectionné pour le Trophée mondial de course en montagne à Sondrio. Alors qu'il est encore un inconnu sur la scène internationale, il effectue une excellente course et surprend tout le monde en battant le spécialiste suisse de la discipline Beat Imhof pour décrocher la médaille de bronze. Cette année, il bat le record du monde des 12 heures à ski de fond en parcourant 218,64 km.
Le 9 août 1987, il effectue un solide départ à Sierre-Zinal. En compagnie de Beat Imhof, il suit à distance l'Américain Jay Johnson parti sur un rythme effréné. Mais ce dernier craque à mi-parcours. Beat prend alors l'avantage tandis que Charly se fait voler la deuxième place au profit de  Martin May et se contente de la troisième marche du podium.
Le 31 juillet 1988, il s'impose au Swiss Alpine Marathon en battant le record du parcours de plus de 10 minutes. Il remporte deux titres de champion d'Allemagne de course en montagne en 1988 et 1989.
Le 28 avril 1990, il prend part à sa première course de 100 kilomètres à Hanau. Il remporte la victoire avec brio en 6 h 29 min 34 s, établissant ainsi un nouveau record national et remportant le titre de champion d'Allemagne. Il est cependant victime d'une infection et court à nouveau une semaine plus tard. Son système immunitaire s'affaiblit et il est victime de nombreuses maladies. Il réduit fortement la compétition pendant trois ans afin de se rétablir.
Le 31 mai 1993, il prend part pour la première fois au Comrades Marathon. Bien que cette édition soit en descente, Charly ne se sent pas à son avantage et souffre de problèmes musculaires. Il parvient cependant à maîtriser la douleur et reprend la tête de course sur la partie plane. Il s'impose finalement avec 2 min 38 s d'avance sur le coureur local Theophilus Rafiri.
Après la fermeture du Weißes Rössle, il officie en tant que chef à l'hôtel Saigerhöh à Lenzkirch jusqu'en 1992. Il reprend ensuite l'hôtel Sonnenhof à Hinterzarten qu'il tient avec sa femme.
Pratiquant des sports non-olympiques, il réalise son rêve d'y participer en 2002 en rejoignant l'équipe nationale olympique de saut à ski en tant que cuisinier.

## Vie privée
Son fils Benedikt est champion du monde de biathlon sprint 2017. Ensemble, ils ont co-écrit le livre Doll's Schwarzwaldlust. Sa fille Stefanie est une coureuse de fond spécialisée en course en montagne et en marathon.

## Palmarès

### Route
| Année | Compétition                        | Lieu        | Place | Épreuve        | Temps           |
| ----- | ---------------------------------- | ----------- | ----- | -------------- | --------------- |
| 1988  | Marathon de Munich                 | Munich      | 10e   | Marathon       | 2 h 20 min 47 s |
| 1990  | Championnats d'Allemagne de 100 km | Hanau       | 1er   | 100 kilomètres | 6 h 29 min 34 s |
| 1991  | Marathon de la Forêt-Noire         | Bräunlingen | 1er   | Marathon       | 2 h 27 min 46 s |
| 1993  | Comrades Marathon                  | Durban      | 1er   | Ultra-marathon | 5 h 39 min 41 s |
| 1998  | Marathon de la Forêt-Noire         | Bräunlingen | 1er   | Marathon       | 2 h 33 min 41 s |

### Course en montagne
| no  | masculin           | Course                                                | Longueur | Départ            | Temps           |
| --- | ------------------ | ----------------------------------------------------- | -------- | ----------------- | --------------- |
| 3e  | Médaille de bronze | Trophée mondial de course en montagne - Parcours long | 15,05 km | 5 octobre 1986    | 1 h 2 min 25 s  |
| 2e  | Médaille d'argent  | Course de montagne du Danis                           | 12,9 km  | 5 juillet 1987    | 59 min 7 s      |
| 3e  | Médaille de bronze | Sierre-Zinal                                          | 31 km    | 9 août 1987       | 2 h 38 min 14 s |
| 10e | 10e                | Trophée mondial de course en montagne - Parcours long | 14,7 km  | 23 août 1987      | 1 h 16 min 24 s |
| 3e  | Médaille de bronze | Course de montagne du Danis                           | 12,9 km  | 3 juillet 1988    | 59 min 11 s     |
| 1re | Médaille d'or      | Championnats d'Allemagne de course en montagne        | 11,5 km  | 1er octobre 1988  | 40 min 25 s     |
| 1re | Médaille d'or      | Course Montreux-Les-Rochers-de-Naye                   | 18,8 km  | 25 juin 1989      | 1 h 26 min 54 s |
| 1re | Médaille d'or      | Championnats d'Allemagne de course en montagne        | 11,5 km  | 27 août 1989      | 40 min 25 s     |
| 1re | Médaille d'or      | Course du glacier                                     | 17,5 km  | 15 juillet 1990   | 1 h 15 min 45 s |
| 2e  | Médaille d'argent  | Marathon de la Jungfrau                               | 42,2 km  | 25 septembre 1993 | 3 h 3 min 46 s  |
| 6e  | Médaille d'or      | World Masters Mountain Running Championships - M45    | 10 km    | 19 septembre 2003 | 43 min 56 s     |

### Trail
| no  | masculin           | Course                                | Longueur | Départ          | Temps           |
| --- | ------------------ | ------------------------------------- | -------- | --------------- | --------------- |
| 1re | Médaille d'or      | Swiss Alpine Marathon                 | 67 km    | 31 juillet 1988 | 5 h 12 min 25 s |
| 1re | Médaille d'or      | Swiss Alpine Marathon                 | 67 km    | 30 juillet 1989 | 5 h 14 min 23 s |
| 3e  | Médaille de bronze | GutsMuths-Rennsteiglauf Supermarathon | 65 km    | 25 mai 1991     | 4 h 20 min 29 s |
| 2e  | Médaille d'argent  | Swiss Alpine Marathon                 | 67 km    | 28 juillet 1991 | 5 h 30 min 14 s |
| 1re | Médaille d'or      | GutsMuths-Rennsteiglauf Supermarathon | 76 km    | 16 mai 1998     | 5 h 3 min 13 s  |

## Records
| Épreuve        | Performance     | Date              | Lieu                |
| -------------- | --------------- | ----------------- | ------------------- |
| 10 kilomètres  | 32 min 5 s      | 19 septembre 2004 | Bad Liebenzell      |
| 10 miles       | 52 min 11 s     | 3 avril 1999      | Eiken               |
| Semi-marathon  | 1 h 11 min 51 s | 25 mai 2000       | Fribourg-en-Brisgau |
| Marathon       | 2 h 20 min 47 s | 25 mars 1990      | Munich              |
| 50 kilomètres  | 3 h 7 min 10 s  | 28 avril 1990     | Hanau               |
| 100 kilomètres | 6 h 29 min 34 s | 28 avril 1990     | Hanau               |

## Ouvrages
- (de) Herbert Steffny, Ulrich Pramann, Charly Doll, Fin for Fun. Perfektes Lauftraining. Das Ernährungsprogramm. Südwest-Verlag, 1 janvier 2003,  (ISBN 978-3-517-06450-5)
- (de) Benedikt Doll, Charly Doll, Doll's Schwarzwaldlust – das sportliche Genießerkochbuch, Doll2Eich, 10 novembre 2018,  (ISBN 978-3-00-060654-0)